# Pavocosa siamensis
Pavocosa siamensis là một loài nhện trong họ Lycosidae.
Loài này thuộc chi Pavocosa. Pavocosa siamensis được Christoph Gottfried Andreas Giebel miêu tả năm 1863.